# Rate
Pour les articles homonymes, voir Rate (homonymie).
La rate est un organe profond, situé dans l'hypocondre gauche en regard de la 10e côte (côte splénique), accolé à la face latérale de l'estomac, la grande courbure. Elle est donc en position thoraco-abdominale. Elle joue un rôle dans l'immunité et dans le renouvellement des cellules sanguines.
Malgré sa topographie anatomique dans la cavité abdominale, recouverte de péritoine viscéral, la rate ne fait nullement partie de l'appareil digestif : elle n'a ni fonction endocrine, ni exocrine, uniquement des fonctions hématologiques et immunitaires.

## Morphologie

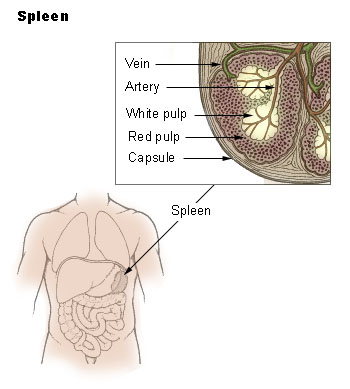
Position de la rate (spleen en anglais) en vue antérieure (vue de face).

De couleur rouge ou pourpre foncé, la rate mesure chez l'être humain en moyenne 12 × 7 × 4 cm pour une masse moyenne de 200 g, c'est l'organe lymphoïde le plus volumineux.
La rate comprend classiquement trois faces et une base :
- la face médiale ou face gastrique se trouvant en regard de l'estomac. C'est sur celle-ci qu'est creusé le hile de la rate, région d'où entrent et sortent les vaisseaux ;
- la face latérale ou diaphragmatique, en regard du diaphragme;
- la face postérieure ou rénale en rapport avec le rein gauche ;
- la base ou face colique, petite et inconstante selon la position de l'angle colique gauche avec lequel elle est en rapport.

Le bord antérieur est crénelé dû à sa proximité avec les dernières côtes gauches, c'est celui-ci que l'on perçoit à la palpation lors d'une splénomégalie.
La rate est capable de se contracter ou de se dilater en fonction des besoins de l'organisme, la splénocontraction entraînant un retour de sang dans la circulation générale.

## Constitution
La rate est entourée d'une capsule conjonctive très souple, riche en réticuline et en élastine, envoyant des cloisons conjonctives dans le parenchyme splénique. Ces cloisons partagent la rate en lobules spléniques qui sont les unités fonctionnelles de la rate.
Elle est constituée de deux sortes de tissus :
- la pulpe rouge ; composée de sinusoïdes veineux qui contiennent beaucoup d'érythrocytes
- la pulpe blanche correspondant à des follicules lymphoïdes, intervenant dans l'immunité. La rate est en effet le plus volumineux des organes lymphoïdes périphériques.

## Vascularisation et innervation
La vascularisation artérielle de la rate se fait principalement par l'artère splénique (artère liénale). Celle-ci étant l'une des 3 branches du tronc cœliaque qui naît de l'aorte au niveau de la 12e vertèbre thoracique. Après un trajet très sinueux sur le bord supérieur du pancréas, elle pénètre dans le parenchyme par le hile en se divisant en deux branches supérieure et inférieure ; ceci explique l'existence de la splénectomie partielle. Ensuite ces branches se divisent en artères trabéculaires qui cheminent dans les travées conjonctives. Elles-mêmes donnent les artères centrales en sortant de la travée, qui s'entourent d'un manchon de pulpe blanche (surtout lymphocytes T). L'artère centrale se poursuit et sort de la pulpe blanche pour donner des plus petites branches : les « artères pénicillées ». Celles-ci se finissent par des capillaires avec des sortes de bouchons qui entourent leur terminaison : ce sont les capillaires à housse. Ces capillaires terminaux sont obturés et il va y avoir des passages entre les cellules endothéliales terminales, et le sang va sortir des vaisseaux et traverser le parenchyme splénique pour rejoindre les sinus veineux.
On a donc une circulation fermée et une circulation ouverte.
La vascularisation veineuse se fait quant à elle par la veine splénique (veine liénale), qui rentre dans la constitution du tronc porte avec les veines mésentériques supérieure et inférieure.
Les vaisseaux lymphatiques sont situés près des vaisseaux sanguins. Seuls des vaisseaux lymphatiques efférents existent à la rate.
Des canaux lymphatiques extérieurs relient la rate à l'estomac (épiploon gastro-splénique), au pancréas (épiploon pancréas-splénique). Ces canaux jouent peut-être un rôle dans l'équilibre sodium / potassium du corps.[réf. nécessaire]
Les nerfs suivent les vaisseaux et principalement les artères. Ils expliqueraient partiellement les points de côté (par ischémie de la rate) et les coupures de souffle lors de chocs dans l'hypochondre gauche. Lors d'un traumatisme de la rate, on peut observer parfois une douleur projetée dans l'épaule gauche due à l'afférence sensitive commune au niveau de la moelle épinière.

## Variations anatomiques
Les rates surnuméraires, dites accessoires, sont fréquentes, retrouvées dans plus de 10 % des cas des scanners abdominaux. Elles ne causent habituellement pas de problème mais des cas de torsion, se manifestant par une douleur abdominale aiguë, ont été décrits. Dans ce cas, on retrouve une rate principale et des secondaires.
On peut également avoir des polysplénies, on retrouve alors plusieurs rate de taille équivalente, sans une dominante. Dans ce cas, on a souvent d'autres malformations : situs invertus, mauvaise disposition des vaisseaux abdominaux…
La rate, au lieu d'être lisse, peut être polylobée. Rarement elle peut être ectopique, voire, fusionnée avec une gonade.

## Rôle
La rate a trois rôles essentiels :
- rôle dans l'immunité, notamment l'immunité cellulaire, elle fait ainsi partie des organes lymphoïdes secondaires. Elle intervient tout particulièrement dans le contrôle des infections à bactéries encapsulées, en particulier les pneumocoques et les méningocoques ;
- rôle dans la régulation de la formation et de la destruction des éléments figurés du sang : on dit que la rate est le « cimetière des globules rouges ». La rate est le lieu de l'hématopoïèse durant la vie fœtale (3 à 7 mois), de concert avec le foie (1er au 9e mois), puis petit à petit remplacé par la moelle osseuse (à partir du 4e mois), qui devient l'organe hématopoïetique exclusif après la naissance. En cas d'atteinte de la fonction hématopoïétique de la moelle osseuse, on peut observer une reprise de l'hématopoïèse splénique ;
- rôle dans le stockage des globules rouges, des lymphocytes et d'autres éléments figurés du sang. Chez l'homme, jusqu'à 30 % des globules rouges sont séquestrés dans la rate et libérés en cas d'hypovolémie et d'hypoxie à la suite d'une stimulation de la splénocontraction par le système nerveux sympathique. Elle stocke aussi jusqu'à 25 % des plaquettes sanguines. En outre, un grand pourcentage de lymphocytes est stocké dans la rate à tout moment[5].

## Atteintes spléniques
- Absence de rate : asplénie congénitale. Très rare, elle expose à des infections sévères.
- Polysplénie : présence de plusieurs rates ; beaucoup plus fréquente en sachant que les rates surnuméraires sont en général de toute petite taille. Elles pourront en revanche se développer en cas d'ablation de la rate.
- Splénomégalie : augmentation du volume de la rate. Les causes des splénomégalies sont très nombreuses : infectieuses, hématologiques et tumorales, maladies de surcharge.
- Traumatismes de la rate. La rate est un organe fragile et très vascularisé. De ce fait les traumatismes de la rate sont très fréquents, notamment lors de traumatismes basithoraciques gauches. Ils exposent à une hémorragie qui peut être très sévère en cas de rupture de la capsule splénique : ceci peut aboutir à la formation d'un hémopéritoine avec choc hémorragique secondaire. Si la capsule est respectée, l'hémorragie sera moins abondante et se formera un hématome sous-capsulaire. La rupture de la rate après un effort violent est une complication rare mais classique de la mononucléose infectieuse.

## Splénectomie
La rate n'est pas indispensable à la vie. Pour cette raison la splénectomie, ou ablation de la rate, peut être indiquée dans différentes situations :
- en cas de traumatisme, pour prévenir une rupture de la rate ;
- en cas de tumeur ou d'abcès de la rate ;
- en cas d'hypersplénisme sévère ;
- dans le cadre du traitement de maladies auto-immunes comme le purpura thrombopénique idiopathique ou l'anémie hémolytique auto-immune ; c'est en effet dans la rate que sont détruites les plaquettes ou les globules rouges sensibilisés par les auto-anticorps ;
- dans le cadre du traitement d'anémies hémolytiques congénitales comme les thalassémies ou la sphérocytose héréditaire.

En dehors des éventuelles complications opératoires, les principales complications de la splénectomie sont infectieuses, en raison de l'asplénie induite, avec un risque d'infections bactériennes très sévères. Les germes en cause sont les pneumocoques, les méningocoques et l'Haemophilus influenzae. La splénectomie entraîne aussi un risque supérieur d'infection par les parasites intra-érythrocytaires (Plasmodium).

## Théories archaïques
Les Anciens[Qui ?] (Hippocrate) disaient qu'en automne il fallait « faire rire la rate », en mangeant des racines (panais, radis noir, pissenlit, etc.), ce qui permettait de mieux supporter le froid et d'être de meilleure humeur. La rate, selon la théorie des humeurs, servait surtout à réguler les humeurs. Si on mangeait assez de racines, on évitait les dépressions liées à l'hiver.
Les Anciens attribuaient à la rate de nombreuses propriétés dont celle de provoquer les points de côté et de nuire par conséquent à la course. On croyait ainsi que les Anciens desséchaient la rate des coureurs et de leurs chevaux pour en améliorer les performances.

## Images supplémentaires

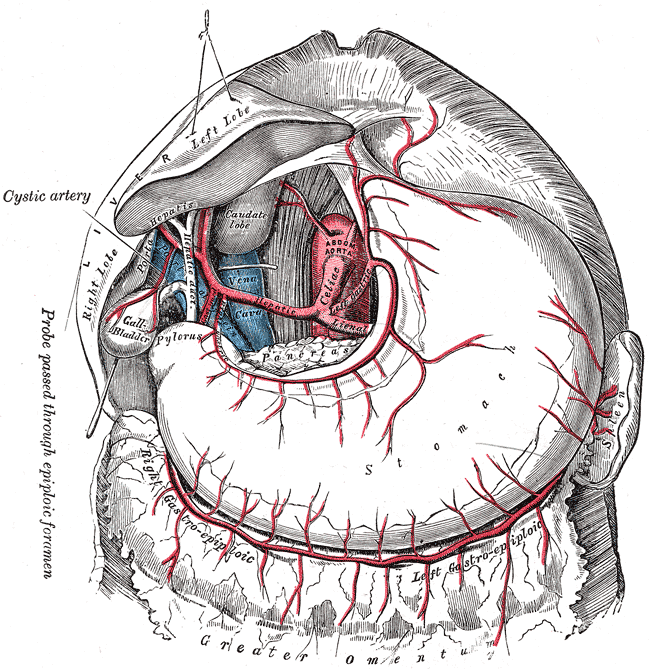
Le tronc cœliaque et ses branches.
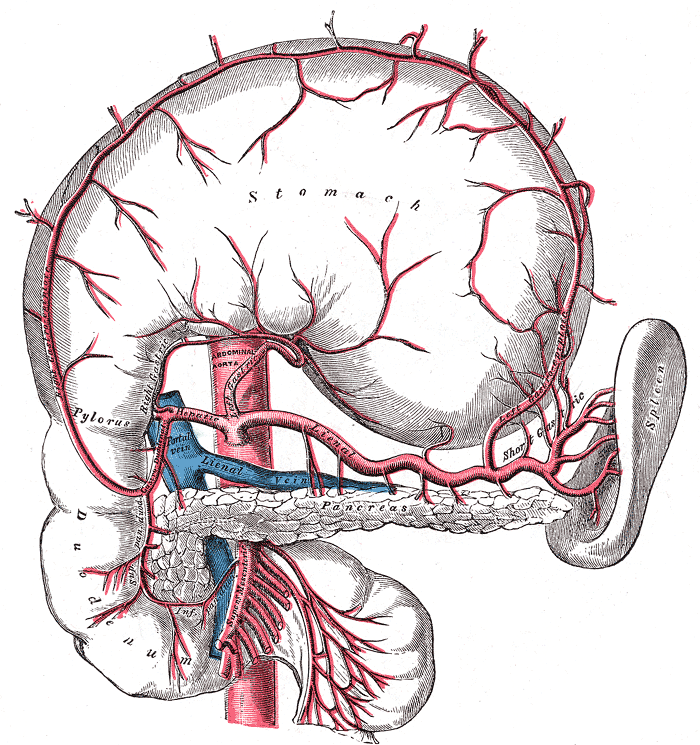
Le tronc cœliaque et ses branches.
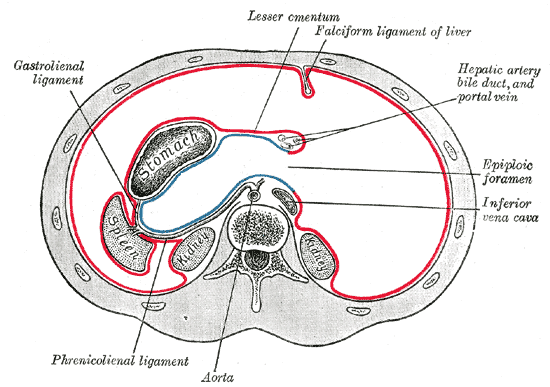
Disposition horizontale du péritoine dans la partie supérieure de l'abdomen.
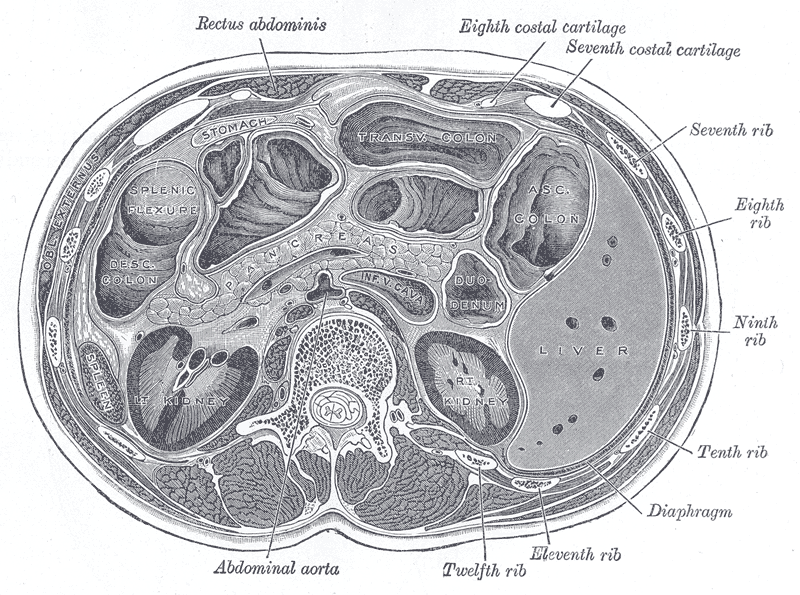
Coupe transversale passant par le milieu de la première vertèbre lombaire.
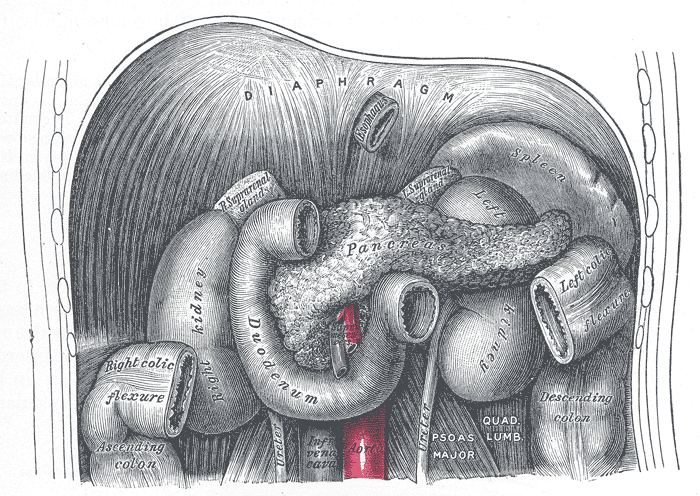
Le duodénum et le pancréas.
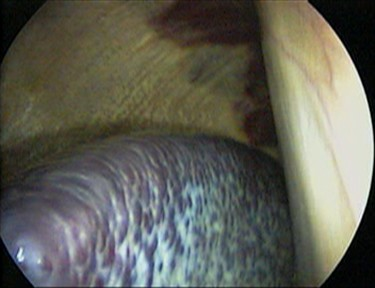
Vue laparoscopique d'une rate de cheval.
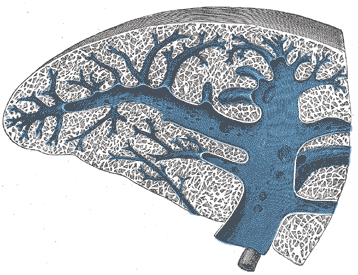
Coupe transversale de la rate, montrant le tissu trabéculaire et la veine splénique ainsi que ses affluents.
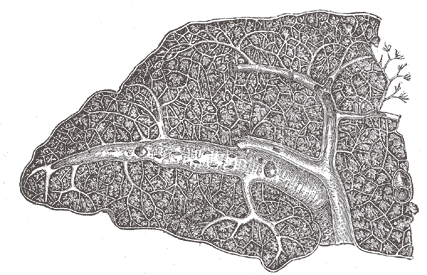
Coupe transversale de la rate humaine, montrant la disposition de l'artère splénique et de ses branches.
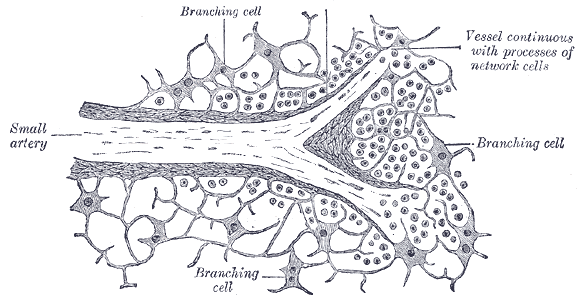
Coupe de la rate, montrant les terminaisons des petits vaisseaux sanguins.
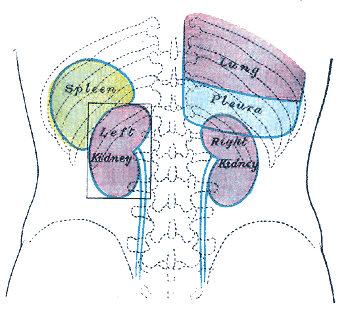
Retour de la région lombaire, montrant les surfaces des reins, uretères et rate en vue postérieure (vue de dos).
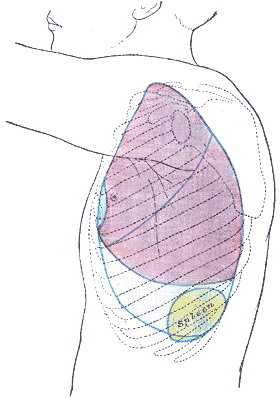
Côté thoracique, montrant les endroits occupés par les os, les poumons (violet), de la plèvre (bleu), et de la rate (vert).
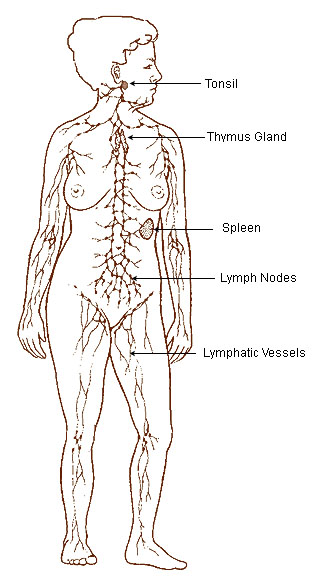
Le système lymphatique.